# قوانين الدماغ
قوانين الدماغ (بالإنجليزية: Brain Rules: 12 Principles for Surviving and Thriving at Work, Home, and School)‏ كتاب يحتوي على 12 مبدأ للنجاح والازدهار في العمل، والمنزل، والمدرسة. كتبه جون مدينا، وهو عالم في في تطويرالأحياء الجزيئية، ومستشار في البحوث. ويتكون الكتاب من 12 فصلاً ويحتوي على شرح كيفية عمل أدمغتنا.

## محتويات الكتاب
1. التمارين الرياضية
2. البقاء على قيد الحياة
3. شبكة الأسلاك (خلايا الدماغ، موجودة في الخلايا العصبية)
4. الانتباه (الاهتمام)
5. ذاكرة قصيرة المدى
6. ذاكرة طويلة المدى
7. النوم